# Херсонская епархия (историческая)

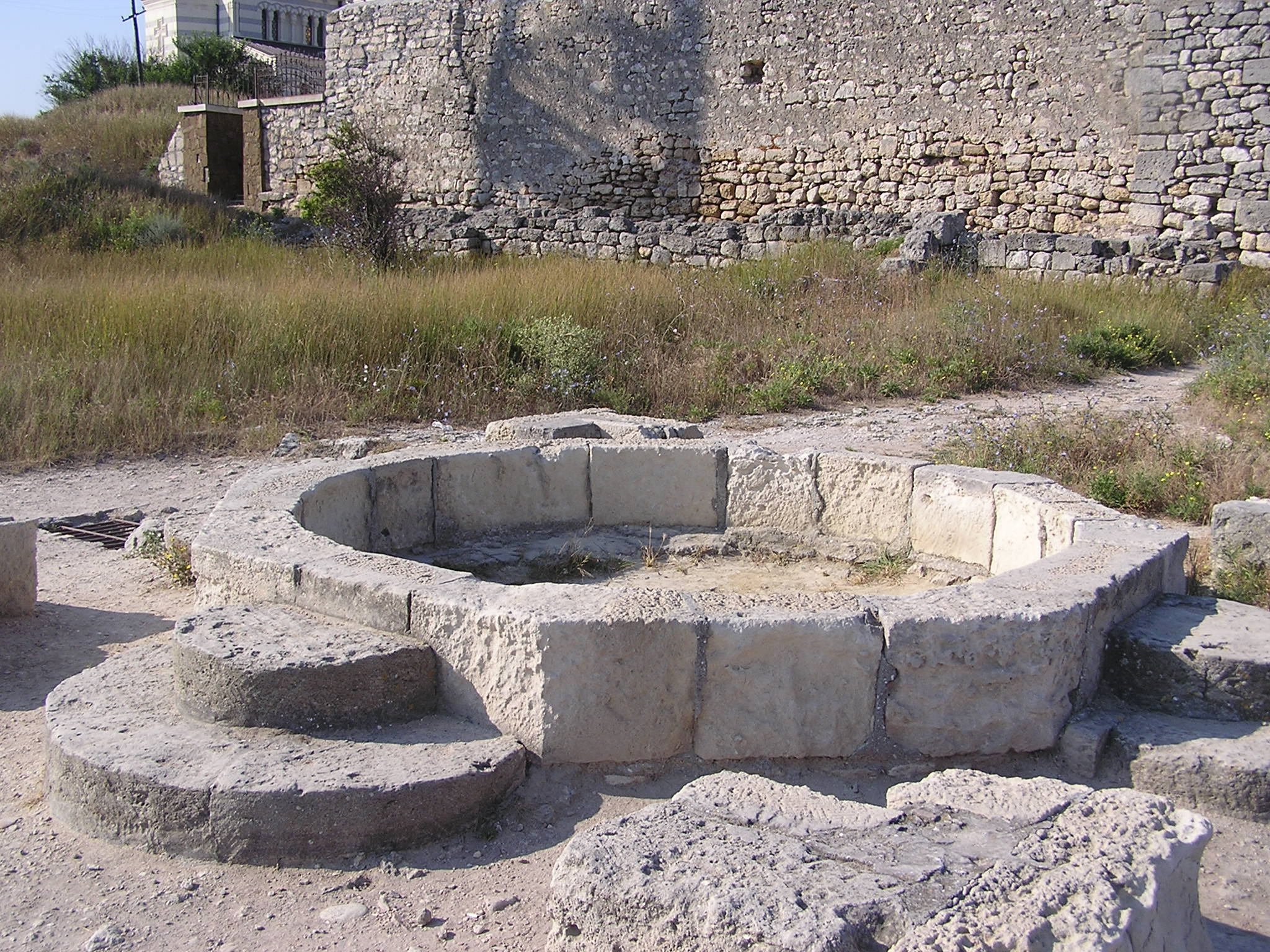
Руины храма свв. Апостолов — кафоликона Херсонской епархии. «Уваровская базилика»

Херсо́нская епа́рхия — древняя православная епархия Константинопольского Патриархата в Крыму с центром в городе Херсонес. Возникла не позже середины IV века. Упразднена во второй половине XV века.
Херсонская епархия, наряду с епархией Боспора — наиболее древняя епархия Крыма. Первое достоверное документальное подтверждение её существования относится ко времени Второго Вселенского собора (381 год), орос которого подписал епископ Херсона Еферий. Согласно документу, Херсонская епархия вместе с Томами и Анхиалой, числится в провинции Малая Скифия.

## Семь херсонских мучеников
Предание называет более ранние сроки образования епархии. Согласно «Житию епископов Херсонских», епископ Василей был послан Иерусалимским епископом Ермоном в 16 год правление императора Диоклетиана, то есть называется самый конец III века — 299—300 год. Однако эта дата поставлена под сомнение. Предположительно сделано это было с целью «удревнить» херсонскую кафедру, и связать гибель первого её епископа со временем диаклетиановых гонений.
Житие сообщает о изгнании святого Василея из города, о чуде воскрешения сына местного «первого человека». Чудо обращает многих херсонитов ко Христу, однако большинство горожан остаются язычниками и убивают Василея.
Следующие проповедники прибывают в Херсон из Геллеспонта, приглашенные одним из христиан-херсонитов. Их имена — Евгений, Елпидий и Агафодор. Житие подчеркивает, что и они в своё время прибыли из Палестины. Все трое названы епископами, что уже вызывает вопросы. По предположению А. Ю. Виноградова, это либо ошибка: епископом был только один из них, либо автор жития намеренно свёл трёх разновременных епископов, чтобы поместить их имена в текст жития. Обстоятельства их гибели описываются аналогично случаем со святым Василем. Возможно, автор жития знал только факт их мученической кончины и имена.
Следующий проповедник епископ Еферий прибывает из Иерусалима через «немалое время». Житие повествует о поездке святого Еферия в Константинополь к императору Константину, и о том, что по приказу императора язычники были изгнаны из города военной силой, а на их место были поселены христиане. Именно с этого времени Херсон был переподчинён Константинопольскому архиепископу. Еферий умер по дороге из Константинополя на одном из островов устья Днепра. После смерти Еферия по просьбе херсонитов им был поставлен другой епископ, которым стал святой Капитон. Капитон прибыл в город в сопровождении полутысячного отряда, который был должен защищать его и город от буйства язычников. Язычники были оттеснены за городские стены. Чудо в печи для гашения извести, в пламя которой вошёл св. Капитон, убедило многих язычников принять крещение. Св. Капитоном был воздвигнут храм апостола Петра.
Обращает внимание совпадение имён епископа Еферия из «Жития» и херсонского епископа, подписавшего соборный акт 381 года. В. В. Латышев предполагает, что речь идёт о двух епископах с таким именем, жившими в разное время. К. Цукерман, предполагает, что житийный Еферий и Еферий, подписавший соборный акт — одно и то же лицо. Но в этом случае речь должна идти не о Константине I, а о Феодосии I. Косвенным подтверждением этого является то, что репрессивные меры против язычников, невозможные при Константине I, становятся реальностью именно при Феодосии. Тем более, что Синаксарь Константинопольской Церкви (XII век) сообщает о смерти святого Еферия при императоре Феодосии.
Таким образом, епископская кафедра в Херсоне появилась не позже середины IV века и, вероятно, первоначально была под омофором Иерусалимского епископа, но при епископе Херсона Еферии и не позже 381 года оказалась в подчинении Константинопольского архиепископа.

## Херсонская архиепископия
Уже к VII веку Херсонскую кафедру занимал архиепископ. Очевидно, что в это время в епархию входила и область Дори, населённая готами: в конце VII века епископ Херсона подписывает постановления Трулльского собора (692 год) как епископ Херсона Дорантского (επίσκοποϛ Χερσώοϛ τήϛ Δόραντοϛ). В нотиции Псевдо-Епифания Херсонская епархия значится как автокефальная архиепископия и стоит на 24-м месте. За ней следует архиепископия Боспора. В последующих нотициях Херсонская епархия всегда оказывается выше по рангу других крымских епархий, занимая от 17 до 25 места. И если другие крымские епархии (Боспорская, Сугдейская, Готская, Фулльская) в ранних нотициях следовали непосредственно за Херсонской, а в более позднее время переместились по списку ниже до 3 — 5 десятка, Херсонская продолжала сохранять своё достаточно высокое положение.

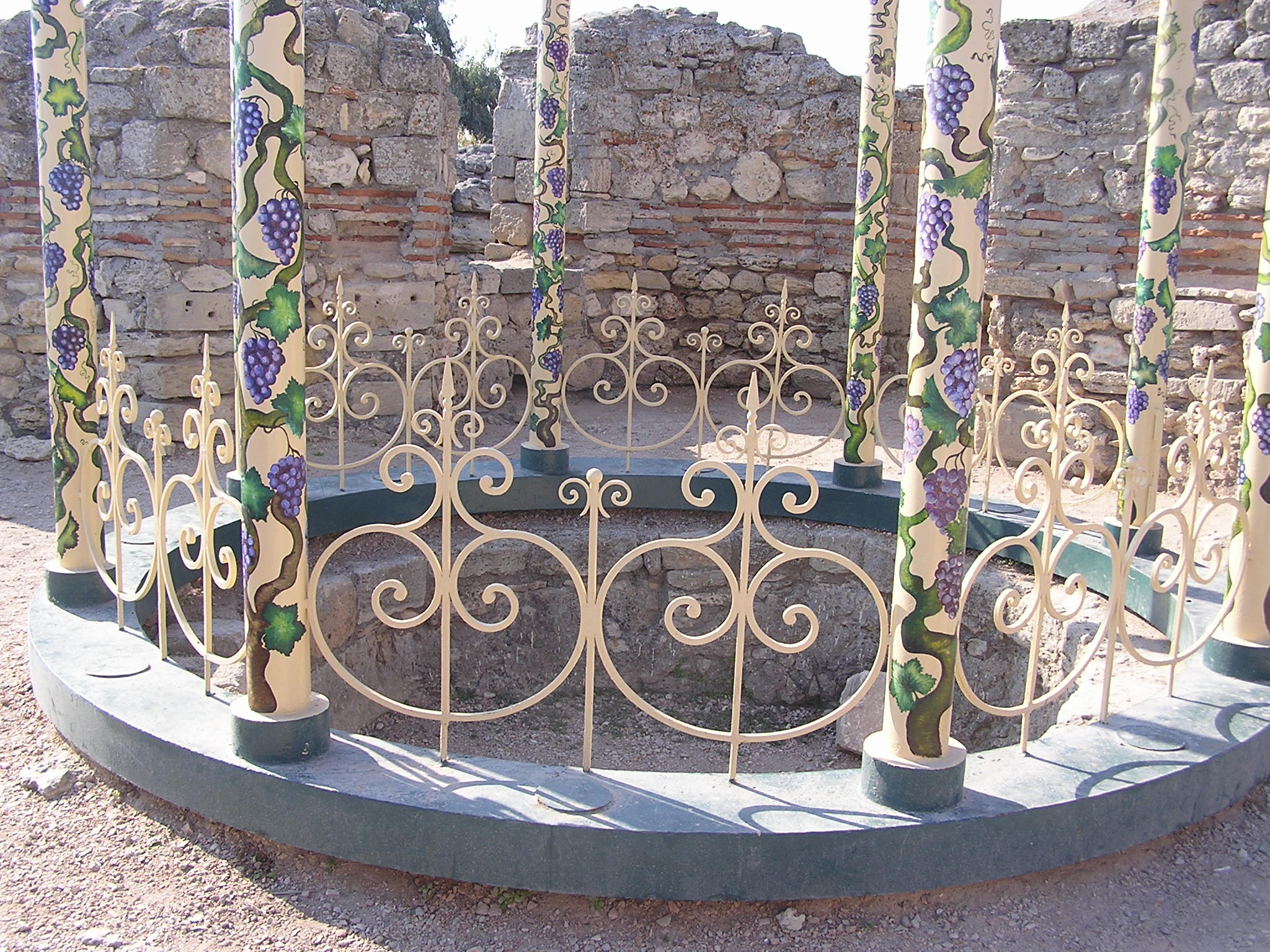
Баптистерий кафедрального собора Херсона.
Вероятное место крещения князя Владимира.

Херсон в это время сохраняет свою роль христианского миссионерского центра Крыма. Именно здесь принимает крещение князь Владимир в 988 году. При патриархе Николае Мистике херсонскому архиепископу поручается миссия в Хазарию, во время которой он должен был найти достойного для епископской хиротонии и способствовать его прибытию в Константинополь на поставление. Очевидно в задачу херсонского владыки входит выяснение состояние христианства в Хазарии и рукоположение священников. Одновременно патриарх просит стратига Херсона способствовать архиепископу в этом трудном деле. Очевидно эти трудности связаны с борьбой за приоритет в Хазарии между христианством, мусульманством и иудаизмом.

## Херсонская митрополия
В конце XIII века Херсонская кафедра была возвышена до митрополии. Её архиерей по имени Феодор участвует в соборе под председательством патриарха Иоанна Векка в 1280 году уже с титулом митрополита. В списке митрополитов он стоит перед Сугдейским, что позволяет отодвинуть срок появления Херсонской митрополии до 1275 года (под этим годом упоминается митрополит Сугдеи Феодор. Однако титул этот не соответствовал реальному положению дел. Не имея в своём подчинении ни одного епископа, херсонский владыка имел резиденцию в городе, былая слава которого минула в прошлые века. Упадок города имел следствием и упадок епархии.
В конце 1368 году Херсон, за отсутствием своего епископа, был передан под управление Готскому митрополиту, который управлял епархией на правах патриаршего экзарха. Таким образом, Херсонская митрополия в этот краткий период (порядка 2-х лет) была патриаршей ставропигией. Вскоре, однако, был вновь возглавляем своим архиереем.
Конец XIV века прошёл в тяжбах за приходы с соседними Готской и Сугдейской епархиями. Херсонский митрополит Фаддей заявил свои права на ряд приходов, которые он назвал своими исконными территориями. В тяжбе за приходы сказалась политическая борьба. И если патриарх Макарий деятельно поддержал притязания херсонского владыки, то поставленный после его свержения патриарх Нил склонился в сторону его противников, впрочем призывая к милости в отношении обнищавшей Херсонской кафедры. Готский митрополит Феодосий проявил взысканную патриархом милость и пошёл на уступки в споре.
Последний известный митрополит Херсона был поставлен в 1440 году. Как сообщает А. Л. Бертье-Делагард, этот митрополит был униатом и жил не в Херсоне, а где-то в окрестных деревнях.
После этого, за исключением непонятного упоминания митрополита «Херсонского и Ератского» в 1626 году, о Херсонской епархии ничего не известно. Очевидно, она была упразднена где-то в середине XV века.

## Католическая епархия в Херсоне
Проникновение во второй половине XIII века в Северное Причерноморье и обращение Херсона в генуэзскую колонию приводит к усилению «латинского» влияния в городе. 16 июля 1333 года в связи с учреждением митрополии в Воспоро в Херсоне упоминается католический епископ, которым был монах ордена Доминиканцев Риккардо (или Ричард Английский). Херсон числится в составе Воспорской митрополии. Из письма папы Иоанна XXII известно, Ричард вместе с митрополитом Воспоро Франциском де Камерино, уже проявил себя на поприще проповеди среди христиан и обратил алан в католичество. Впрочем, образование католической епископии в Херсоне следует отнести к более раннему времени: под актом передачи генуэзцам района Константинополя Галаты (1303 год) стоят подписи архиепископа Воспоро Франциска и епископа Херсона Ричарда Английского. Таким образом, католическая епархия в Херсоне в начале XIV века уже была. В 1334/1335 он вместе с Франциском де Камерино в качестве папского легата участвовал в посольстве в Константинополь для переговоров о унии, где принимал участие в споре о исхождении Святого Духа с Варлаамом Калабрийским. К 1320 году в Херсоне уже существует католический монастырь.

## Храмы Херсонеса

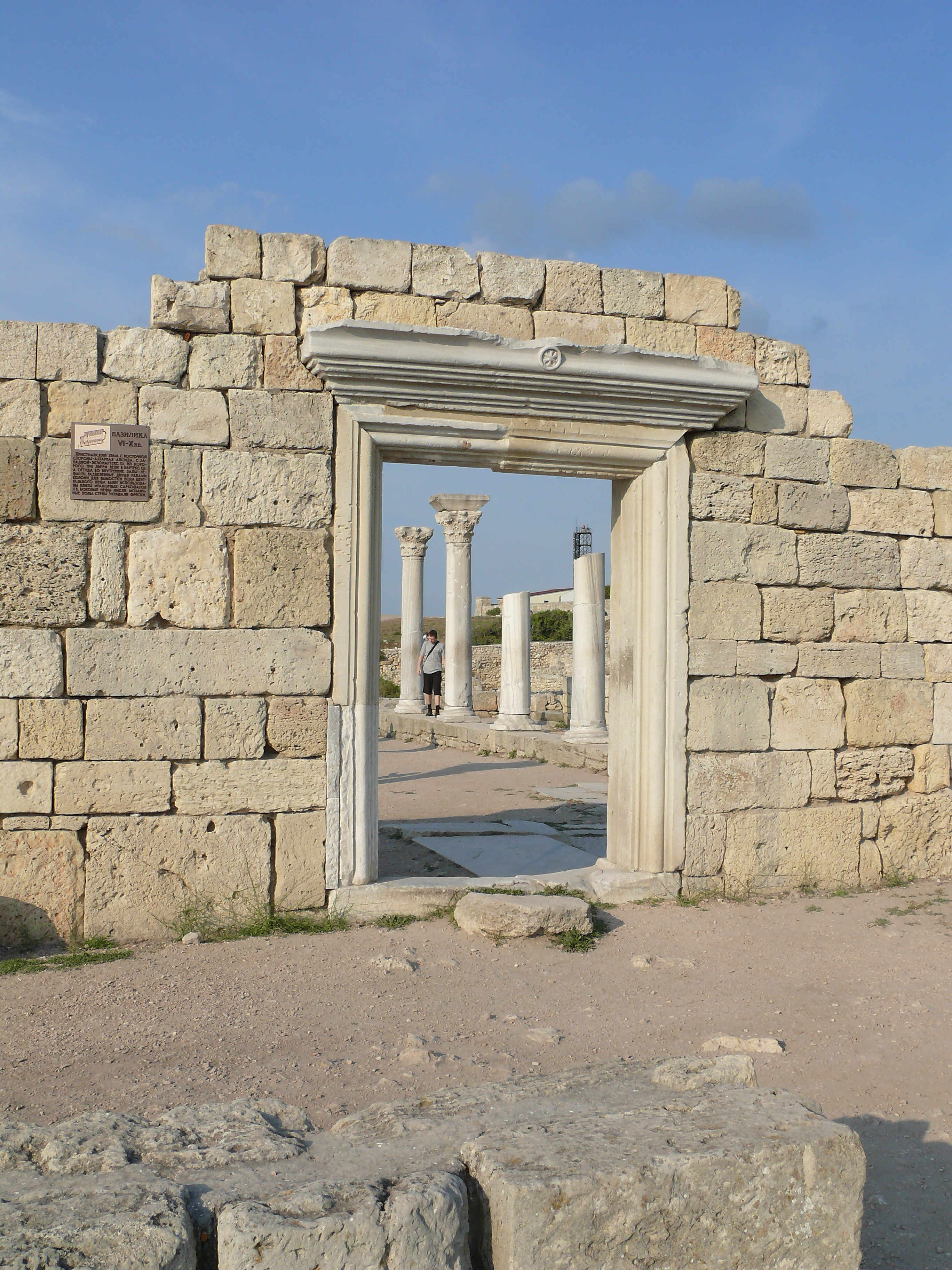
«Базилика 1935 года»

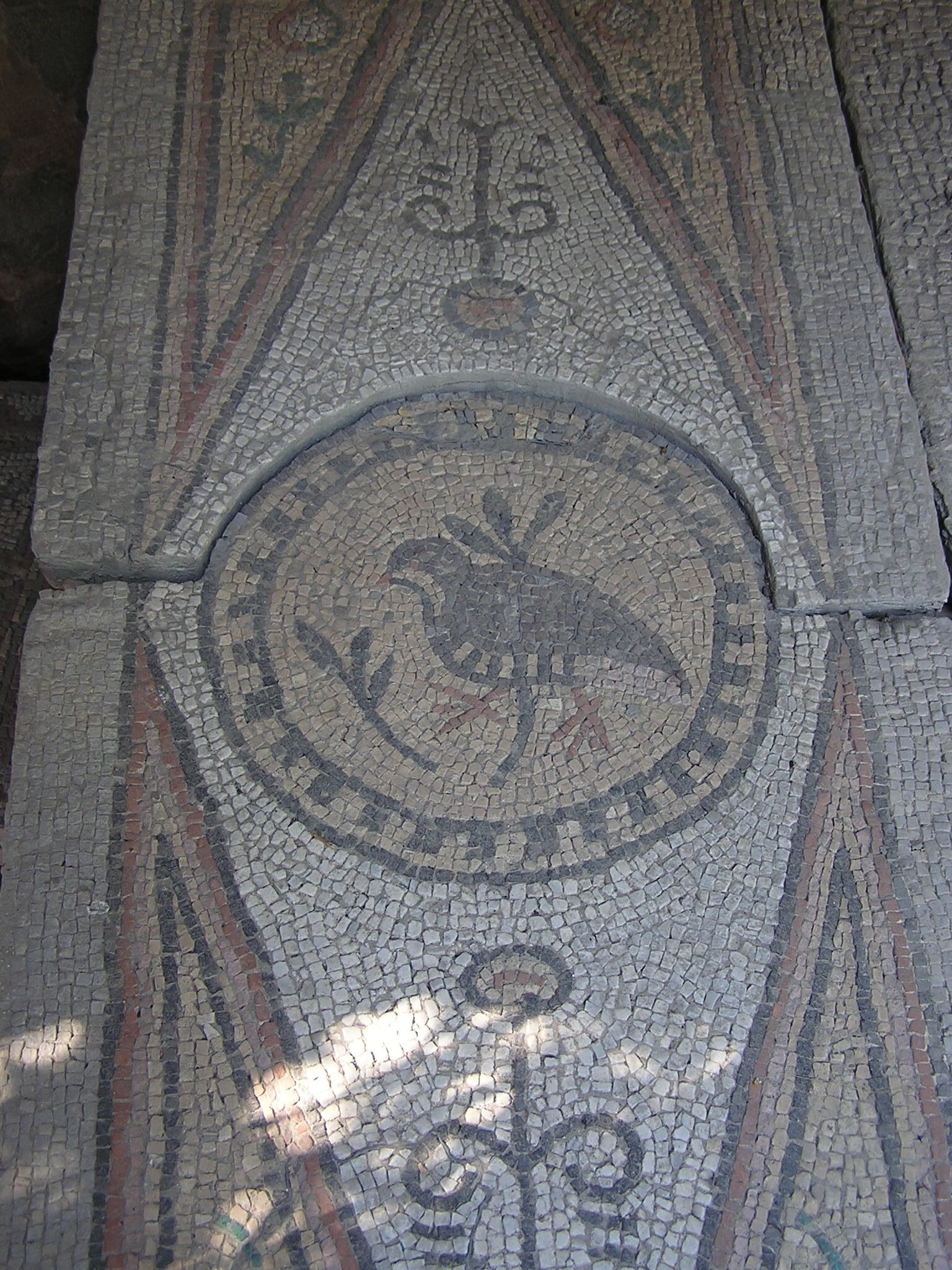
Мозаика в Херсонесе

Херсон, фактическая столица обширной области — в раннем средневековье являлся христианским центром Крыма. По числу и богатству храмов Херсон оставляет далеко позади любой город региона. Всего на территории городища обнаружено 13 базилик, 5 крестообразных, 2 центрических, 7 крестово-купольных храмов, а также около 20 часовен. Наиболее древние найденные базилики относятся к VI веку. Похоже, каждый жилой район имел свою церковь, богато украшенную колоннами, скульптурами и рельефами из проконнесского мрамора. Стены и полы храмов были покрыты мозаиками. Все храмы расположены на самых высоких и красивых местах города. В отличие от более «варварского» в своей архитектуре Пантикапея, Херсон, тогда богатейший город Крыма, в период от IV по VI века был застроен христианскими базиликами, архитектура которых носила явное влияние константинопольской архитектуры. Однако прослеживается влияние сирийской и малоазийской архитектуры. 

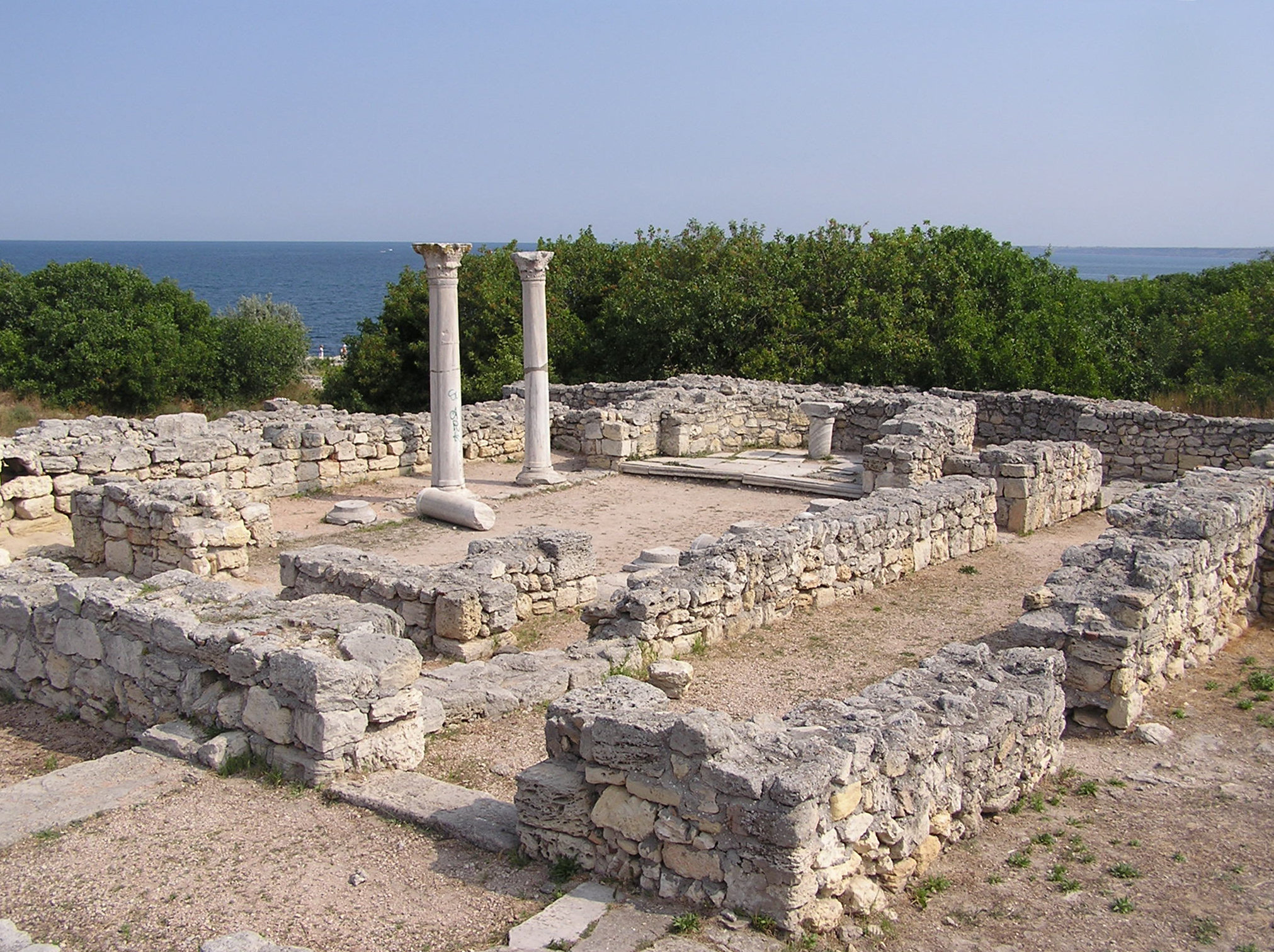
Базилика в базилике

Обычно это трехнефные базилики с двумя рядами мраморных колон, разделяющих нефы. Стены и полы базилик украшены мозаиками. Но внешний вид храмов нисколько не выдаёт внутренней красоты и богатства убранства. Это простые стены, сложенные из обтёсанного камня и плинфы. Так называемая «Уваровская базилика», по всей видимости, была кафедральным храмом Херсонской епархии и освящена была во имя апостолов Петра и Павла.